# هيو موفات
هيو موفات (بالإنجليزية: Hugh Moffat)‏ (12 يناير 1885 في المملكة المتحدة - 1952) هو لاعب كرة قدم بريطاني (وحمل سابقاً جنسية المملكة المتحدة لبريطانيا العظمى وأيرلندا) في مركز نصف الجناح. شارك مع منتخب إنجلترا لكرة القدم. أما مع النوادي، فقد لعب مع أولدهام أثلتيك ونادي بيرنلي وCongleton Town F.C. ‏.

## وصلات خارجية
- هيو موفات على موقع قاعدة بيانات كرة القدم.إي يو (الإنجليزية)
- هيو موفات على موقع ناشيونال فوتبول تيمز (الإنجليزية)